# محمود أباد غروس باكم
محمود أباد غروس باكم (بالفارسية: محمودآباد گروس باکم) هي قرية تقع في قسم هوديان الريفي (مقاطعة دلغان) في إيران. يقدر عدد سكانها بـ 121 نسمة .